# Danh sách cầu thủ tham dự giải vô địch bóng đá U-19 châu Âu 2006
Các cầu thủ sinh trong hoặc sau ngày 1 tháng 1 năm 1987 được phép tham gia giải đấu. Tuổi của cầu thủ được tính đến ngày 18 tháng 7 năm 2006 – ngày khai mạc giải đấu. Các cầu thủ in đậm từng thi đấu cho đội tuyển quốc gia.

## Bảng A

### Áo
Huấn luyện viên:  Paul Gludovatz
| Số | Vt | Cầu thủ            | Ngày sinh (tuổi)           | Số trận | Câu lạc bộ        |
| -- | -- | ------------------ | -------------------------- | ------- | ----------------- |
| 1  | TM | Bartolomej Kuru    | 6 tháng 4, 1987 (19 tuổi)  |         | Austria Wien      |
| 2  | HV | Niklas Lercher     | 10 tháng 2, 1987 (19 tuổi) |         | 1860 Munich       |
| 3  | HV | Daniel Gramann     | 6 tháng 1, 1987 (19 tuổi)  |         | Hartberg          |
| 4  | TV | Sebastian Prödl    | 21 tháng 6, 1987 (19 tuổi) |         | Sturm Graz        |
| 5  | HV | Michael Madl       | 21 tháng 3, 1988 (18 tuổi) |         | Austria Wien      |
| 6  | HV | Markus Suttner     | 16 tháng 4, 1987 (19 tuổi) |         | Austria Wien      |
| 7  | TĐ | Daniel Sikorski    | 2 tháng 11, 1987 (18 tuổi) |         | Bayern Munich     |
| 8  | TV | Veli Kavlak        | 8 tháng 11, 1988 (17 tuổi) |         | Austria Wien      |
| 9  | TĐ | Erwin Hoffer       | 14 tháng 4, 1987 (19 tuổi) |         | Rapid Wien        |
| 10 | TV | Tomáš Šimkovič     | 16 tháng 4, 1987 (19 tuổi) |         | Austria Wien      |
| 11 | TĐ | Butrint Vishaj     | 9 tháng 7, 1987 (19 tuổi)  |         | Admira Wacker     |
| 12 | TĐ | Rubin Okotie       | 6 tháng 6, 1987 (19 tuổi)  |         | Austria Wien      |
| 13 | TV | Thomas Hinum       | 24 tháng 7, 1987 (18 tuổi) |         | Schwanenstadt     |
| 14 | HV | Michael Glauninger | 18 tháng 1, 1987 (19 tuổi) |         | Grazer AK         |
| 15 | TV | Clemens Walch      | 10 tháng 7, 1987 (19 tuổi) |         | Red Bull Salzburg |
| 16 | TV | Peter Hackmair     | 6 tháng 6, 1987 (19 tuổi)  |         | Ried              |
| 17 | TV | Harald Pichler     | 18 tháng 6, 1987 (19 tuổi) |         | Red Bull Salzburg |
| 18 | TM | Michael Zaglmair   | 7 tháng 12, 1987 (18 tuổi) |         | LASK Linz         |

### Bỉ
Huấn luyện viên:  Marc Van Geersom
| Số | Vt | Cầu thủ             | Ngày sinh (tuổi)            | Số trận | Câu lạc bộ         |
| -- | -- | ------------------- | --------------------------- | ------- | ------------------ |
| 1  | TM | Davino Verhulst     | 25 tháng 11, 1987 (18 tuổi) |         | Beveren            |
| 2  | HV | Benjamin Lutun      | 2 tháng 6, 1987 (19 tuổi)   |         | Club Brugge        |
| 3  | HV | Timothy Dreesen     | 30 tháng 1, 1987 (19 tuổi)  |         | Club Brugge        |
| 4  | HV | Timothy Derijck     | 25 tháng 5, 1987 (19 tuổi)  |         | Feyenoord          |
| 5  | HV | Sébastien Pocognoli | 1 tháng 8, 1987 (18 tuổi)   |         | Racing Genk        |
| 6  | TV | Marouane Fellaini   | 22 tháng 11, 1987 (18 tuổi) |         | Standard Liège     |
| 7  | TĐ | Jonathan Legear     | 13 tháng 4, 1987 (19 tuổi)  |         | Anderlecht         |
| 8  | TV | Jorn Vermeulen      | 16 tháng 4, 1987 (19 tuổi)  |         | Club Brugge        |
| 9  | TĐ | Steve De Ridder     | 25 tháng 2, 1987 (19 tuổi)  |         | Gent               |
| 10 | TĐ | Kevin Mirallas      | 5 tháng 10, 1987 (18 tuổi)  |         | Lille              |
| 11 | TĐ | Roland Lamah        | 31 tháng 12, 1987 (18 tuổi) |         | Anderlecht         |
| 12 | TM | Ruud Boffin         | 4 tháng 4, 1987 (19 tuổi)   |         | PSV                |
| 13 | HV | Michaël Jonckheere  | 1 tháng 9, 1987 (18 tuổi)   |         | Molenbeek Brussels |
| 14 | HV | Wouter Corstjens    | 13 tháng 2, 1987 (19 tuổi)  |         | Westerlo           |
| 15 | HV | Massimo Moia        | 9 tháng 3, 1987 (19 tuổi)   |         | Sochaux            |
| 16 | TV | Daan Van Gijseghem  | 2 tháng 3, 1987 (19 tuổi)   |         | Moeskroen          |
| 17 | TĐ | Jordan Remacle      | 14 tháng 2, 1987 (19 tuổi)  |         | Waalwijk           |
| 18 | TĐ | Marvin Ogunjimi     | 12 tháng 10, 1987 (18 tuổi) |         | Racing Genk        |

### Cộng hòa Séc
Huấn luyện viên:  Miroslav Soukup
| Số | Vt | Cầu thủ        | Ngày sinh (tuổi)            | Số trận | Câu lạc bộ              |
| -- | -- | -------------- | --------------------------- | ------- | ----------------------- |
| 1  | TM | Radek Petr     | 24 tháng 2, 1987 (19 tuổi)  |         | Baník Ostrava           |
| 2  | HV | Jakub Dohnálek | 12 tháng 1, 1988 (18 tuổi)  |         | Slovan Liberec          |
| 3  | HV | Petr Pavlík    | 22 tháng 7, 1987 (18 tuổi)  |         | Baník Ostrava           |
| 4  | HV | Michal Švec    | 19 tháng 3, 1987 (19 tuổi)  |         | Slavia Prague           |
| 5  | HV | Jan Šimůnek    | 20 tháng 2, 1987 (19 tuổi)  |         | Sparta Prague           |
| 6  | TV | Marcel Gecov   | 1 tháng 1, 1987 (19 tuổi)   |         | Slavia Prague           |
| 7  | HV | Ondřej Mazuch  | 15 tháng 3, 1989 (17 tuổi)  |         | Brno                    |
| 8  | TV | Marek Jungr    | 11 tháng 4, 1987 (19 tuổi)  |         | Sparta Prague           |
| 9  | TĐ | Martin Fenin   | 16 tháng 4, 1987 (19 tuổi)  |         | Teplice                 |
| 10 | TV | Jakub Mareš    | 26 tháng 1, 1987 (19 tuổi)  |         | Teplice                 |
| 11 | TĐ | Jan Blažek     | 20 tháng 3, 1988 (18 tuổi)  |         | Slovan Liberec          |
| 12 | TV | Petr Janda     | 5 tháng 1, 1987 (19 tuổi)   |         | Slavia Prague           |
| 13 | TV | Ivan Hašek     | 11 tháng 11, 1987 (18 tuổi) |         | Bohemians Praha         |
| 14 | HV | Ondřej Kúdela  | 26 tháng 3, 1987 (19 tuổi)  |         | Slovácko                |
| 15 | TV | Marek Strestik | 1 tháng 2, 1987 (19 tuổi)   |         | Brno                    |
| 16 | TM | Luděk Frydrych | 3 tháng 1, 1987 (19 tuổi)   |         | Hradec Králové          |
| 17 | TV | Kamil Vacek    | 18 tháng 5, 1987 (19 tuổi)  |         | Arminia Bielefeld       |
| 18 | TĐ | Jiří Jeslínek  | 30 tháng 9, 1987 (18 tuổi)  |         | Dynamo České Budějovice |

### Ba Lan
Huấn luyện viên:  Michał Globisz
| Số | Vt | Cầu thủ             | Ngày sinh (tuổi)            | Số trận | Câu lạc bộ                       |
| -- | -- | ------------------- | --------------------------- | ------- | -------------------------------- |
| 1  | TM | Przemysław Tytoń    | 4 tháng 1, 1987 (19 tuổi)   |         | Górnik Łęczna                    |
| 2  | HV | Artur Marciniak     | 18 tháng 8, 1987 (18 tuổi)  |         | Lech Poznań                      |
| 3  | HV | Jarosław Fojut      | 17 tháng 10, 1987 (18 tuổi) |         | Bolton Wanderers                 |
| 4  | TV | Krzysztof Król      | 6 tháng 2, 1987 (19 tuổi)   |         | Dyskobolia Grodzisk Wielkopolski |
| 5  | HV | Krzysztof Strugarek | 19 tháng 2, 1987 (19 tuổi)  |         | Lech Poznań                      |
| 6  | HV | Arkadiusz Czarnecki | 10 tháng 7, 1987 (19 tuổi)  |         | Lech Poznań                      |
| 7  | TV | Tomasz Cywka        | 27 tháng 6, 1988 (18 tuổi)  |         | Wigan Athletic                   |
| 8  | TĐ | Kamil Oziemczuk     | 29 tháng 5, 1988 (18 tuổi)  |         | Auxerre                          |
| 9  | TĐ | Andrew Konopelsky   | 17 tháng 8, 1987 (18 tuổi)  |         | Northeastern University          |
| 10 | TV | Filip Burkhardt     | 23 tháng 3, 1987 (19 tuổi)  |         | Lech Poznań                      |
| 11 | TĐ | Dawid Janczyk       | 23 tháng 9, 1987 (18 tuổi)  |         | Legia Warszawa                   |
| 12 | TM | Jakub Hładowczak    | 6 tháng 6, 1987 (19 tuổi)   |         | Sandecja Nowy Sącz               |
| 13 | HV | Łukasz Nadolski     | 3 tháng 9, 1987 (18 tuổi)   |         | Cartusia Kartuzy                 |
| 14 | TV | Mariusz Sacha       | 19 tháng 7, 1987 (18 tuổi)  |         | Podbeskidzie Bielsko-Biała       |
| 15 | TV | Krzysztof Michalak  | 15 tháng 4, 1987 (19 tuổi)  |         | GKS Bełchatów                    |
| 16 | HV | Paweł Król          | 10 tháng 12, 1987 (18 tuổi) |         | Korona Kielce                    |
| 17 | TV | Jakub Tosik         | 21 tháng 5, 1987 (19 tuổi)  |         | GKS Bełchatów                    |
| 18 | TĐ | Kamil Stachyra      | 23 tháng 5, 1987 (19 tuổi)  |         | Górnik Łęczna                    |

## Bảng B

### Bồ Đào Nha
Huấn luyện viên: Carlos Dinis
| Số | Vt | Cầu thủ            | Ngày sinh (tuổi)            | Số trận | Câu lạc bộ  |
| -- | -- | ------------------ | --------------------------- | ------- | ----------- |
| 1  | TM | Igor Araújo        | 4 tháng 2, 1987 (19 tuổi)   |         | Porto       |
| 2  | HV | Pedro Correia      | 27 tháng 3, 1987 (19 tuổi)  |         | Benfica     |
| 3  | HV | Steven Vitória     | 11 tháng 1, 1987 (19 tuổi)  |         | Porto       |
| 4  | TV | Paulo Renato       | 14 tháng 5, 1987 (19 tuổi)  |         | Sporting CP |
| 5  | HV | André Marques      | 1 tháng 8, 1987 (18 tuổi)   |         | Sporting CP |
| 6  | TV | Nuno Coelho        | 23 tháng 11, 1987 (18 tuổi) |         | Porto       |
| 7  | TV | Bruno Gama         | 15 tháng 11, 1987 (18 tuổi) |         | Porto       |
| 8  | TV | Zezinando          | 1 tháng 1, 1987 (19 tuổi)   |         | Sporting CP |
| 9  | TĐ | Paulo Ferreira     | 11 tháng 2, 1987 (19 tuổi)  |         | Leixões     |
| 10 | TĐ | David Caiado       | 2 tháng 5, 1987 (19 tuổi)   |         | Sporting CP |
| 11 | TĐ | Hélder Barbosa     | 25 tháng 5, 1987 (19 tuổi)  |         | Porto       |
| 12 | TM | Ricardo Janota     | 10 tháng 3, 1987 (19 tuổi)  |         | Benfica     |
| 13 | TV | Vitorino Antunes   | 1 tháng 4, 1987 (19 tuổi)   |         | Freamunde   |
| 14 | HV | João Pedro         | 29 tháng 12, 1987 (18 tuổi) |         | Porto       |
| 15 | TV | Bruno Pereirinha   | 2 tháng 3, 1988 (18 tuổi)   |         | Sporting CP |
| 16 | TĐ | Diogo Tavares      | 29 tháng 7, 1987 (18 tuổi)  |         | Sporting CP |
| 17 | TV | Feliciano Condesso | 6 tháng 4, 1987 (19 tuổi)   |         | Southampton |
| 18 | TV | Mano               | 9 tháng 4, 1987 (19 tuổi)   |         | Belenenses  |

### Scotland
Huấn luyện viên:  Archie Gemmill
| Số | Vt | Cầu thủ            | Ngày sinh (tuổi)           | Số trận | Câu lạc bộ    |
| -- | -- | ------------------ | -------------------------- | ------- | ------------- |
| 1  | TM | Andrew McNeil      | 19 tháng 1, 1987 (19 tuổi) |         | Hibernian     |
| 2  | HV | Andrew Cave-Brown  | 5 tháng 8, 1988 (17 tuổi)  |         | Norwich City  |
| 3  | TV | Lee Wallace        | 21 tháng 8, 1987 (18 tuổi) |         | Hearts        |
| 4  | TV | Charles Grant      | 27 tháng 1, 1987 (19 tuổi) |         | Celtic        |
| 5  | HV | Garry Kenneth      | 21 tháng 6, 1987 (19 tuổi) |         | Dundee United |
| 6  | HV | Scott Cuthbert     | 15 tháng 6, 1987 (19 tuổi) |         | Celtic        |
| 7  | TV | Simon Ferry        | 1 tháng 1, 1988 (18 tuổi)  |         | Celtic        |
| 8  | TĐ | Calum Elliot       | 30 tháng 3, 1987 (19 tuổi) |         | Hearts        |
| 9  | TĐ | Steven Fletcher    | 26 tháng 3, 1987 (19 tuổi) |         | Hibernian     |
| 10 | TV | Michael McGlinchey | 7 tháng 1, 1987 (19 tuổi)  |         | Celtic        |
| 11 | TĐ | Robert Snodgrass   | 7 tháng 9, 1987 (18 tuổi)  |         | Livingston    |
| 12 | TM | Scott Fox          | 28 tháng 6, 1987 (19 tuổi) |         | Celtic        |
| 14 | TĐ | Graham Dorrans     | 5 tháng 5, 1987 (19 tuổi)  |         | Livingston    |
| 15 | TV | Ryan Conroy        | 28 tháng 4, 1987 (19 tuổi) |         | Celtic        |
| 16 | TV | Greg Cameron       | 10 tháng 4, 1988 (18 tuổi) |         | Dundee United |
| 17 | TV | Brian Gilmour      | 8 tháng 5, 1987 (19 tuổi)  |         | Rangers       |
| 18 | HV | Mark Reynolds      | 7 tháng 5, 1987 (19 tuổi)  |         | Motherwell    |
| 19 | HV | Jamie Adams        | 26 tháng 8, 1987 (18 tuổi) |         | Kilmarnock    |

### Tây Ban Nha
Huấn luyện viên:  Ginés Meléndez
| Số | Vt | Cầu thủ           | Ngày sinh (tuổi)           | Số trận | Câu lạc bộ            |
| -- | -- | ----------------- | -------------------------- | ------- | --------------------- |
| 1  | TM | Antonio Adán (c)  | 13 tháng 5, 1987 (19 tuổi) |         | Real Madrid C         |
| 2  | HV | Antonio Barragán  | 12 tháng 6, 1987 (19 tuổi) |         | Liverpool             |
| 3  | HV | José Ángel Crespo | 9 tháng 2, 1987 (19 tuổi)  |         | Sevilla B             |
| 4  | HV | Marc Valiente     | 29 tháng 3, 1987 (19 tuổi) |         | Barcelona B           |
| 5  | HV | Gerard Piqué      | 2 tháng 2, 1987 (19 tuổi)  |         | Manchester United     |
| 6  | TV | Mario Suárez      | 24 tháng 2, 1987 (19 tuổi) |         | Atlético Madrid B     |
| 7  | TV | Toni Calvo        | 28 tháng 3, 1987 (19 tuổi) |         | Barcelona youth       |
| 8  | TV | Javi García       | 8 tháng 2, 1987 (19 tuổi)  |         | Real Madrid Castilla  |
| 9  | TĐ | César Díaz        | 5 tháng 1, 1987 (19 tuổi)  |         | Albacete B            |
| 10 | TV | Esteban Granero   | 2 tháng 7, 1987 (19 tuổi)  |         | Real Madrid Castilla  |
| 11 | TV | Diego Capel       | 16 tháng 2, 1988 (18 tuổi) |         | Sevilla B             |
| 12 | HV | Roberto Canella   | 7 tháng 2, 1988 (18 tuổi)  |         | Sporting de Gijón B   |
| 13 | TM | Ángel Bernabé     | 11 tháng 8, 1987 (18 tuổi) |         | Atlético Madrid youth |
| 14 | TĐ | Marc Pedraza      | 6 tháng 2, 1987 (19 tuổi)  |         | Espanyol B            |
| 15 | TV | Jeffrén           | 20 tháng 1, 1988 (18 tuổi) |         | Barcelona youth       |
| 16 | TĐ | Juan Mata         | 28 tháng 4, 1988 (18 tuổi) |         | Real Madrid Juvenil A |
| 17 | HV | Gorka Elustondo   | 8 tháng 3, 1987 (19 tuổi)  |         | Real Sociedad B       |
| 18 | TĐ | Alberto Bueno     | 20 tháng 3, 1988 (18 tuổi) |         | Real Madrid Juvenil A |

### Thổ Nhĩ Kỳ
Huấn luyện viên:  Cem Pamiroğlu
| Số | Vt | Cầu thủ         | Ngày sinh (tuổi)            | Số trận | Câu lạc bộ     |
| -- | -- | --------------- | --------------------------- | ------- | -------------- |
| 1  | TM | Volkan Babacan  | 11 tháng 8, 1988 (17 tuổi)  |         | Fenerbahçe     |
| 2  | HV | Serdar Kurtuluş | 23 tháng 7, 1987 (18 tuổi)  |         | Beşiktaş       |
| 3  | HV | Ferhat Öztorun  | 8 tháng 5, 1987 (19 tuổi)   |         | Galatasaray    |
| 4  | HV | Emre Karaman    | 8 tháng 12, 1987 (18 tuổi)  |         | Giresunspor    |
| 5  | TV | Serdar Özkan    | 1 tháng 1, 1987 (19 tuổi)   |         | Beşiktaş       |
| 6  | TĐ | Arda Turan      | 30 tháng 1, 1987 (19 tuổi)  |         | Galatasaray    |
| 7  | TV | Gürhan Gürsoy   | 24 tháng 9, 1987 (18 tuổi)  |         | Fenerbahçe     |
| 8  | HV | Enis Kahraman   | 23 tháng 9, 1987 (18 tuổi)  |         | Trabzonspor    |
| 9  | TĐ | İlhan Parlak    | 18 tháng 1, 1987 (19 tuổi)  |         | Kayserispor    |
| 10 | TV | Cafercan Aksu   | 15 tháng 1, 1987 (19 tuổi)  |         | Galatasaray    |
| 11 | TĐ | Aydın Yılmaz    | 29 tháng 1, 1988 (18 tuổi)  |         | Galatasaray    |
| 12 | TM | Serkan Boydak   | 7 tháng 3, 1987 (19 tuổi)   |         | Beşiktaş       |
| 13 | HV | Aykut Demir     | 22 tháng 10, 1988 (17 tuổi) |         | NAC Breda      |
| 14 | TĐ | Kenan Özer      | 16 tháng 8, 1987 (18 tuổi)  |         | Beşiktaş       |
| 15 | TĐ | Mevlüt Erdinç   | 25 tháng 2, 1987 (19 tuổi)  |         | Sochaux        |
| 16 | TV | Barış Ataş      | 1 tháng 2, 1987 (19 tuổi)   |         | Diyarbakırspor |
| 17 | HV | Mehmet Sedef    | 5 tháng 8, 1987 (18 tuổi)   |         | Beşiktaş       |
| 18 | TV | Mehmet Güven    | 30 tháng 7, 1987 (18 tuổi)  |         | Galatasaray    |